# Orimarga (Orimarga) amblystyla
Orimarga (Orimarga) amblystyla is een tweevleugelige uit de familie steltmuggen (Limoniidae). De soort komt voor in het Afrotropisch gebied.